# Раниловско поле
Раниловското поле е безотточно карстово понижение в южния склон на Западна Стара планина, разположено на югозапад от Мала планина и на югоизток от планината Чепън. На юг се спуска към Софийската котловина. Надморската му височина варира от 850 м на запад до 750 м на изток, където се намират и карстовите понори. Площта му е 4,5 км2 с дължина 5,5 км и ширина от 750 м до 1,5 км.
Образувано е в юрски варовици, припокрити от глинесто-песъчлив ситнозем. През зимно-пролетния сезон пониженията около заличеното село Раниловци се наводняват. Водите се губят в понори и подхранват карстовите извори около селата Безден и Опицвет, разположени на юг от полето. Част от земите се обработват, като се отглеждат зърнени култури и картофи.
В източната част на полето се намира село Понор, а в северната му част – селата Цръклевци и Василовци.
През източната част на полето, на протежение от 5,8 км преминава участък от второкласен път № 81 София – Монтана – Лом.

## Топографска карта
- Лист от карта K-34-47. Мащаб: 1 : 100 000.